# Sordariomycetidae
Sordariomycetidae O.E. Erikss. & Winka – podklasa grzybów z klasy Sordariomycetes.

## Systematyka
Takson utworzyli Ove Erik Eriksson i Katarina Winka w 1997 r. Według aktualizowanej klasyfikacji Index Fungorum bazującej na Dictionary of the Fungi do klasy Sordariomycetidae należą:
- rząd Amplistromatales M.J. D’souza, Maharachch. & K.D. Hyde 2015
- rząd Boliniales P.F. Cannon 2001
- rząd Cephalothecales Hubka & Réblová 2019
- rząd Chaetosphaeriales Huhndorf, A.N. Mill. & F.A. Fernández 2004
- rząd Conioscyphales Réblová & Seifert 2015
- rząd Diaporthales Nannf. 1932
- rząd Magnaporthales Thongk., Vijaykr. & K.D. Hyde 2009
- rząd Ophiostomatales Benny & Kimbr. 1980
- rząd Phyllachorales  M.E. Barr 1983
- rząd Pseudodactylariales  Crous 2017
- rząd Sordariales Chadef. ex D. Hawksw. & O.E. Erikss. 1986
- rząd Xenospadicoidales  Hern.-Restr., J. Mena & Gené 2017
- rzędy Incertae sedis[2]
  - rodzina Apiosporaceae K.D. Hyde, J. Fröhl., Joanne E. Taylor & M.E. Barr 1998
  - rodzina Hagnosaceae D. Magyar & Z. Merényi 2022
  - rodzina Melanascomaceae
  - rodzina Papulosaceae Winka & O.E. Erikss. 2000
  - rodzina Pseudohalonectriaceae Hongsanan & K.D. Hyde 2017
  - rodzina Rhamphoriaceae Réblová 2018
  - rodziny Incertae sedis[2].